# Nrnadsor
Nrnadsor (in armeno Նռնաձոր) è un comune di 140 abitanti (2010) della Provincia di Syunik in Armenia. Si trova nei pressi del confine con l'Iran.